# Retrospectiva

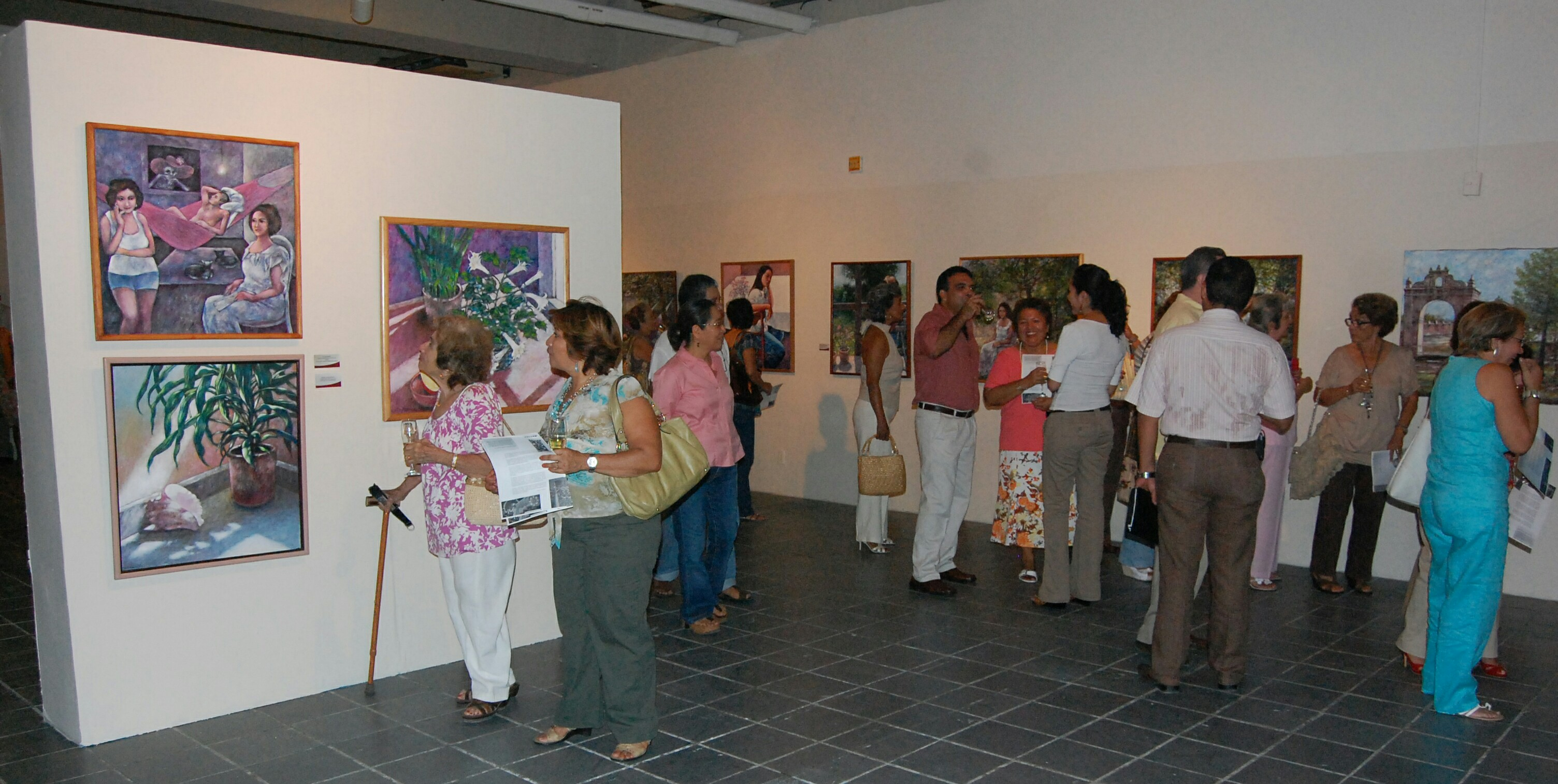
Retrospectiva do pintor Manuel Villamor Reyes

Retrospectiva (do termo latino: retrospectare, "olhar para trás") significa rever e relembrar eventos que já ocorreram, em forma de um relato ou análise. Muitas vezes, é organizada ao final do ano, referente aos eventos ocorridos ao decorrer daquele ano. Também podem ser referentes à carreira de um artista ou a vida de uma pessoa, mostrando - por exemplo - a obra de vida de um pintor numa exposição de arte ou filmes de um cineasta ou ator numa série de filmes na televisão ou num festival de cinema. Ou ainda em aniversários ou eventos mostrando imagens do homenageado desde pequeno até o dia de hoje.
A retrospectiva pode se referir a eventos como aniversário, casamentos e festas em geral, através de vídeos animados. Existem empresas que trabalham diretamente com esse tipo de retrospectiva.
Na televisão, as emissoras costumam promover programas especiais jornalísticos no fim do ano, mostrando eventos importantes ocorridos durante o decorrer do mesmo, como Documento Especial: Televisão Verdade (1989-1991), 24 Horas (1994-1997) e Câmera Manchete (1993-